# بيناكولون
بيناكولون (3,3-ثنائي ميثيل-2-بونانون) كيتون مهم في الكيمياء العضوية. وهو سائل عديم اللون ويمتاز برائحته التي تشبه رائحة النعناع أو الكمفور. يعد البيناكولون مادة بادئة لـ triazolylpinacolone المستخدم في صناعة مضاد الفطريات التريادمفون.
البيناكولون كيتون غير متناظر، ويمكن لمجموعة الألفا - مثيل أن تشارك في تفاعلات التكثيف، كما يمكن لمجموعة الكاربونيل أن تدخل في تفاعلاتها الاعتيادية (مثل الهدرجة، والإضافة الأمينية الاختزالية، الخ..).

## التحضير
من أشهر طرق تحضير البيناكولون هي عملية إعادة ترتيب البيناكول، والتي تحدث عن طريق برتنة البيناكول (2,3-dimethylbutane-2,3-diol).
يحضر البيناكولون صناعياً من التحلل المائي لـ 4,4,5-trimethyl-1,3-dioxane وهو ناتج تفاعل الآيزوبرين مع الفورمالديهايد فيما يدعى بتفاعل برنس. كما يحضّر من إضافة مجموعة الكيتون إلى حمض البيفاليك أو حمض الخليك أو الأسيتون على عامل مساعد من أكسيد الفلز.
يستخدم 3-Methylbutanal كمادة بادئة لتحضير 2,3-dimethyl-2-butene والذي يُحوَّل بدوره إلى البيناكولون. يمكن كذلك تحضير البيناكولون من 2-methy-2-butanol بعد مفاعلته مع كحول خماسي ذرات الكاربون.

## الاستخدامات
تنتج كميات كبيرة من البيناكولون لاستخدامها في مضادات الفطريات ومضادات الأعشاب الضارة ومبيدات الحشرات.